# Guillaume Briçonnet

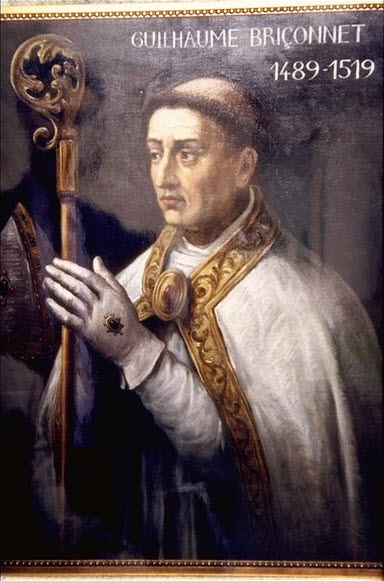
Guillaume Briçonnet, bisschop van Meaux

Guillaume Briçonnet (Parijs, 1470 - Esmans, 24 januari 1534) was een Franse bisschop, humanist en promotor van kerkhervorming.

## Levensloop
Hij was een zoon van Guillaume Briçonnet (1445-1514) en Raoulette de Beaune. Weduwnaar geworden, was de officier en ambtenaar Briçonnet priester geworden, bisschop van Saint-Malo en vervolgens aartsbisschop van Reims en kardinaal. Hij volbracht zijn theologische studies, die hem leidden tot het priesterschap, aan het Collège de Navarre.
Guillaume was pas achttien toen hij in 1489 tot bisschop van Lodève werd benoemd. In 1496 werd hij aalmoezenier van Anne de Bretagne. In 1498 was hij in Reims bij zijn vader, voor de kroning van koning Lodewijk XII. Hij werd een vertrouweling van Lodewijk XII die hem in 1507 op zending naar Rome stuurde, met de opdracht er de beschuldigingen te ontkrachten die de Romeinse keizer Maximiliaan I tegen hem had verspreid. Hij hield er een redevoering voor paus Julius II en het College van kardinalen en lijkt gunstig gevolg te hebben gekregen. Bij zijn terugkeer dankte zijn vader hem door zijn prebende van abt van de abdij van Saint-Germain-des-Prés in Parijs, aan hem over te dragen.
Hij bleef een vertrouweling van koning Frans I, die hem in 1516-1517 opnieuw naar Rome stuurde als buitengewoon gezant om er met paus Leo X discussies te voeren over de modaliteiten die de gallicaanse Franse kerk beheersten. Hij bracht het er opnieuw goed van af, wat er de koning toe bewoog hem tot bisschop van Meaux te doen promoveren. Hij verloor hiermee meteen een nauwe medewerker, want Briçonnet besliste het hof te verlaten en voltijds in zijn bisschopsstad te gaan wonen.

## Briçonnet en de katholieke hervorming
Toen Briçonnet abt van Saint-Germain-des-Prés werd, vergenoegde hij zich niet met het opstrijken van de prebende, maar hield zich ernstig met zijn abdij bezig. Hij stelde de misbruiken en ongeregeldheden binnen de abdij vast en zette zich aan het werk om de orde te herstellen, de kloosterregels opnieuw te doen naleven, de vroomheid en spiritualiteit te doen herleven. Niet alle monniken verheugden zich hierover en enkele daagden zelfs hun abt voor de rechtbank. Anderzijds was Briçonnet ook de stichter van de publieke markt van Saint-Germain.
Toen hij bisschop van Meaux werd, wilde Briçonnet ook daar zijn overtuigingen doorvoeren. Om dit te kunnen, benoemde hij zijn leermeester en vriend Jacques Lefebvre d'Etaples tot zijn vicaris-generaal. Samen stichtten ze het Cenakel van Meaux, dat verschillende hervormingsgezinde priesters, humanisten en intellectuelen bijeenbracht. Bij een grondig bezoek aan alle delen van zijn bisdom stelde de bisschop vast dat weinig pastoors in de hun toegewezen parochie resideerden en dat de bedienaars die ze vervingen, nauwelijks enige theologische vorming hadden gekregen. Aangezien de inkomsten van de parochie naar de officiële pastoors gingen, die hiervan een aalmoes afstonden aan de werkelijke bedienaars, moesten die meestal werken en hadden ze geen tijd voor godsdienstonderricht of godsdienstige begeleiding. De enigen die in Meaux en het bisdom predicaties organiseerden waren de franciscanen, die er vooral de schrik inhielden door te dreigen met hel en verdoemenis.
Vanaf 1518 voerde Briçonnet een weloverwogen plan uit. Hij vereenvoudigde de eredienst, bande de overdreven uitstalling van afbeeldingen in de kerken en verminderde aanzienlijk de heiligenverering en de ermee gepaard gaande superstities. Hij maakte een nieuwe indeling van zijn bisdom, in 26 dekenijen met elk 9 parochies. Aangezien hij de helft van de geestelijken compleet onbekwaam bevond, dankte hij ze af en begon aan de vorming van een nieuwe clerus. De leden van het Cenakel van Meaux waren hierbij uitstekende bondgenoten. Het ging, naast Lefebvre d'Etampes, om Guillaume Farel, Gerard Roussel, Josse van Clichtove, François Vatable, Martial Mazurier, Michel d'Arende, Pierre Caroli en Jean Lecomte de Lacroix. Het waren allen niet alleen geleerde mannen, maar hervormingsgezinden, van wie er trouwens verschillende de katholieke kerk zouden verlaten om zich bij het calvinisme aan te sluiten. Vrienden van Briçonnet en van zijn medestanders waren verder, onder meer, Erasmus, Clément Marot en Rabelais.
Terugkeren naar de bronnen van het christendom en naar de leer verkondigd door Jezus Christus, de Schriften in de volkstaal verspreiden, de clerus een degelijke opleiding bezorgen, de fanatieke bedelorden het zwijgen opleggen en hun onophoudelijke geldomhalingen verhinderen: het waren gemeenschappelijke doelstellingen voor de hervormingsgezinden. Briçonnet richtte een drukkerij op om de gewenste lectuur in de volkstaal te produceren. Ten gunste van de bescheiden bevolkingsgroepen werden eenvoudige gebeden gedrukt en uitgedeeld.
Zoals te verwachten was, werden de franciscanen, alvast in Meaux, zijn stevige vijanden. Ze zochten bondgenootschap bij theologen van de Sorbonne. Briçonnet bleef echter standvastig het orthodoxe pad bewandelen en kon niet op ketterij betrapt worden. In 1523 verbood hij de werken van Maarten Luther in zijn bisdom en nam hij afscheid van Josse van Clichthove, die protestant werd. In 1524 verwijderde hij de te hevige Guillaume Farel, die calvinist werd. In 1528 nam hij deel aan de synode in Parijs die het lutheranisme veroordeelde.
Vanaf 1525 begonnen in stijgende hevigheid de vervolgingen van diegenen die verdacht werden aanhangers te zijn van de nieuwe gedachten. Briçonnet zag zich verplicht toegevingen te doen. De franciscanen mochten opnieuw preken. De verering van de heiligen werd opnieuw ruimer toegelaten. De Sorbonne zag het moment gunstig om hard op te treden toen de koning, na de Slag bij Pavia, in gevangenschap verbleef en de hervormers niet kon beschermen. Een gevolg was dat het Cenakel van Meaux in 1525 moest opgedoekt worden. De vervolgingen hadden nochtans weinig succes en beletten de antikatholieke reformatie niet om steeds verder door te dringen. In 1529 werd in Meaux de eerste officiële protestantse gemeente opgericht.
Briçonnet trad stilaan terug en hij overleed in 1534 in het kasteel-priorij van Esmans, in de omgeving van Montereau-Fault-Yonne, dat eigendom was van de abdij van Saint-Germain-des-Prés.
Ook al konden Briçonnet en zijn medestanders de triomferende opmars van het protestantisme maar gedeeltelijk tegenhouden, waren ze wel voorlopers die de reformatie binnen de katholieke kerk, enkele generaties later, mee had voorbereid. Ondertussen hadden ze in hun eigen tijd binnen de humanistische kringen invloed uitgeoefend en onder meer het gebruik van de volkstaal voor religieuze en ook civiele onderwerpen bevorderd.

## Beschermingen
In die tijd stond men veel sterker wanneer men koninklijke of prinselijke bescherming genoot, en dus veel zwakker wanneer men die niet had. Briçonnet kon er op bogen de volle steun te genieten van de koningen Lodewijk XII en Frans I.
Daarbij werd hij in 1521 tot hof-aalmoezenier benoemd en werd hij geestelijk directeur van koningin Margaretha van Navarra en Angoulême, zus van Frans I. Zij interesseerde zich sterk voor de hervormingsinitiatieven van Briçonnet en volgde hem hierin met overtuiging.

## Publicatie
- Contemplation de Raymond Jourdain en l'honneur de la Vierge (vertaling uit het Latijn), 1519.